# Bibio joursacensis
Espèce
Bibio joursacensis est une espèce fossile d'insectes diptères de la sous-famille des Bibioninae (famille des Bibionidae).

## Classification
L'espèce Bibio joursacensis est publiée en 1935 par le paléontologue français Nicolas Théobald (1903-1981),. 

### Fossiles
Cet holotype, de l'ère Cénozoïque, et de l'époque Mio-Pliocène vient de la collection privée Jean-Baptiste Rames (1834-1894) pharmacien à Aurillac, collection conservée au Musée des sciences J.-B. Rames, installé au deuxième étage de l’Hôtel de ville d'Aurillac dans le Cantal,.

### Localité type
La localité type est Joursac avec un lac de cratère tortonien et des terres de type mudstone.

### Étymologie
Son épithète spécifique, composée de joursac et du suffixe latin -ensis, « qui vit dans, qui habite », lui a été donnée en référence au lieu de sa découverte. 

### Genre Bibio confirmé
Le genre Bibio a été confirmé en 1976 par C. Civet,. Il corrige en même l'orthographe de Bibio joursacencis en Bibio joursacensis,.

## Description

### Caractères
Cet insecte est de teinte noirâtre sur la tête et le thorax, brun clair sur l'abdomen.
La tête est sphérique, avec deux petites antennes, assez grosses, formées d'une dizaines de segments, des yeux composées de forme ovale. Le thorax est renflé sur le dos ; le mésonotum allongé, bien développé. L'abdomen est ovoïde. Les pattes sont garnies de poils très fins.
La nervation des ailes est très nette, de type Bibio.

### Dimensions
- Longueur totale : 8 mm
- Tête : 1 mm
- Thorax : 3 mm
- Abdomen : 5 mm
- Aile : 7,5 mm

## Biologie
« Le g. Bibio est universellement répandu. Il vit sur les plantes ; les larves se développent dans la terre, dans les déchets des animaux ou dans les débris végétaux. ».

## Galerie

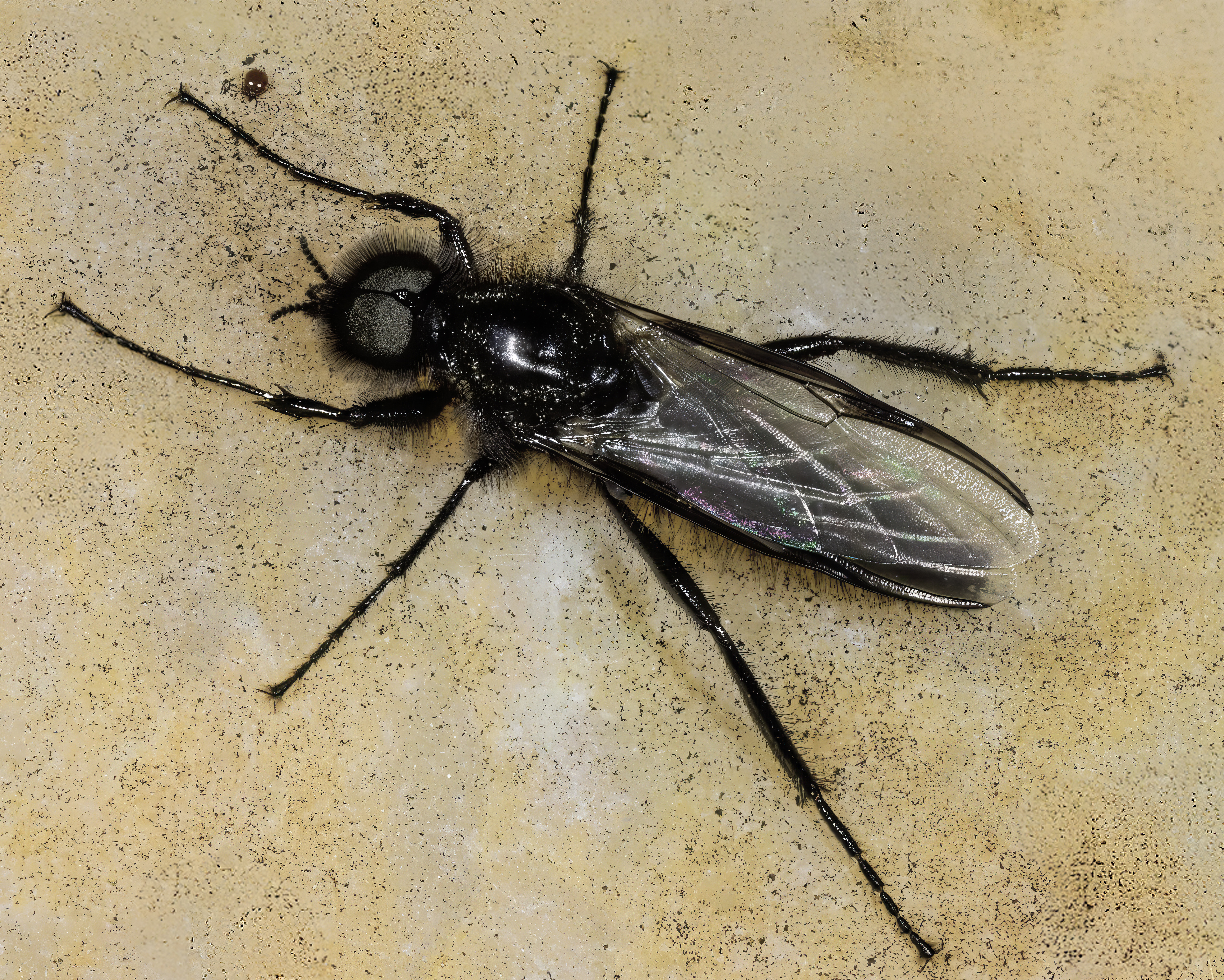
Mâle de Bibio marci, une espèce sœur vivante.

### Publication originale
- [1935] Louis Piton et Nicolas Théobald, « La faune entomologique des gisements Mio-Pliocènes du Massif Central », Revue des Sciences Naturelles d'Auvergne, vol. 1, Fascicule 2,‎ 1935, p. 65-104, 5 planches (lire en ligne). ,[note 1]